# 喬恩·莫克斯雷
喬納森·瓊·古德（英語：Jonathan "Jon" Good，1985年12月7日—）為一名美國職業摔角選手，擂台名為喬恩·莫克斯雷（Jon Moxley），莫克斯雷曾以擂台名迪恩·安布羅斯（Dean Ambrose）受聘於世界摔角娛樂，目前受聘於全精英摔角。
在世界摔角娛樂中，安布羅斯曾拿過一次WWE冠軍、一次WWE美國冠軍（史上WWE美國冠軍衛冕天數第3長的持有者，也是16年以來衛冕最久的紀錄）、三次WWE洲際冠軍、一次公事包大戰優勝者（2016年）、二次WWE Raw雙打冠軍（與昔日神盾軍夥伴賽特·羅林斯）。安布羅斯在2011年簽約進入WWE，隨後便於新人發展聯盟（FCW）進行為時一年多的活動，之後在2012年與羅林斯、羅曼·瑞恩斯組成神盾軍，並一起正式登上WWE的主秀。安布羅斯已在多次的WWE付費收看大賽上進行壓軸主賽事。
在2019年的5月正式離開WWE後隨後加入AEW，也以AEW選手身分贏得新日本職業摔角的IWGP美國冠軍腰帶，以及一次的AEW世界冠軍。
2019年6月9日在新日本職業摔角的Dominlon大會上宣布參加一年一度的G1 Climax。
安布羅斯也曾以（英語：Jon Moxley）的擂台名在獨立摔角圈中活動，在獨立圈頗為知名，他效力過許多摔角聯盟，包括 Full Impact Pro（FIP）、Combat Zone Wrestling（CZW）、Ring of Honor（ROH）、Evolve和Dragon Gate USA聯盟。並持有過一次FIP世界重量級冠軍和兩次的CZW世界重量級冠軍。

## 職業摔角生涯

### WWE世界摔角娛樂(2011-2019)

#### FCW新人發展聯盟時期 (2011-2012)
2011年4月4日，古德與正式WWE世界摔角娛樂簽訂了一份選手合約，並授予從原先效力的Gragon Gate USA摔角聯盟中釋出。古德先前在2006年時就曾在WWE的Velocity節目錄影中亮相過一次，當日古德與Brad Attitude搭檔，輸給了雙打組合MNM。2011年5月27日，古德以迪恩·安布羅斯的擂台名加入了WWE的發展聯盟FCW。

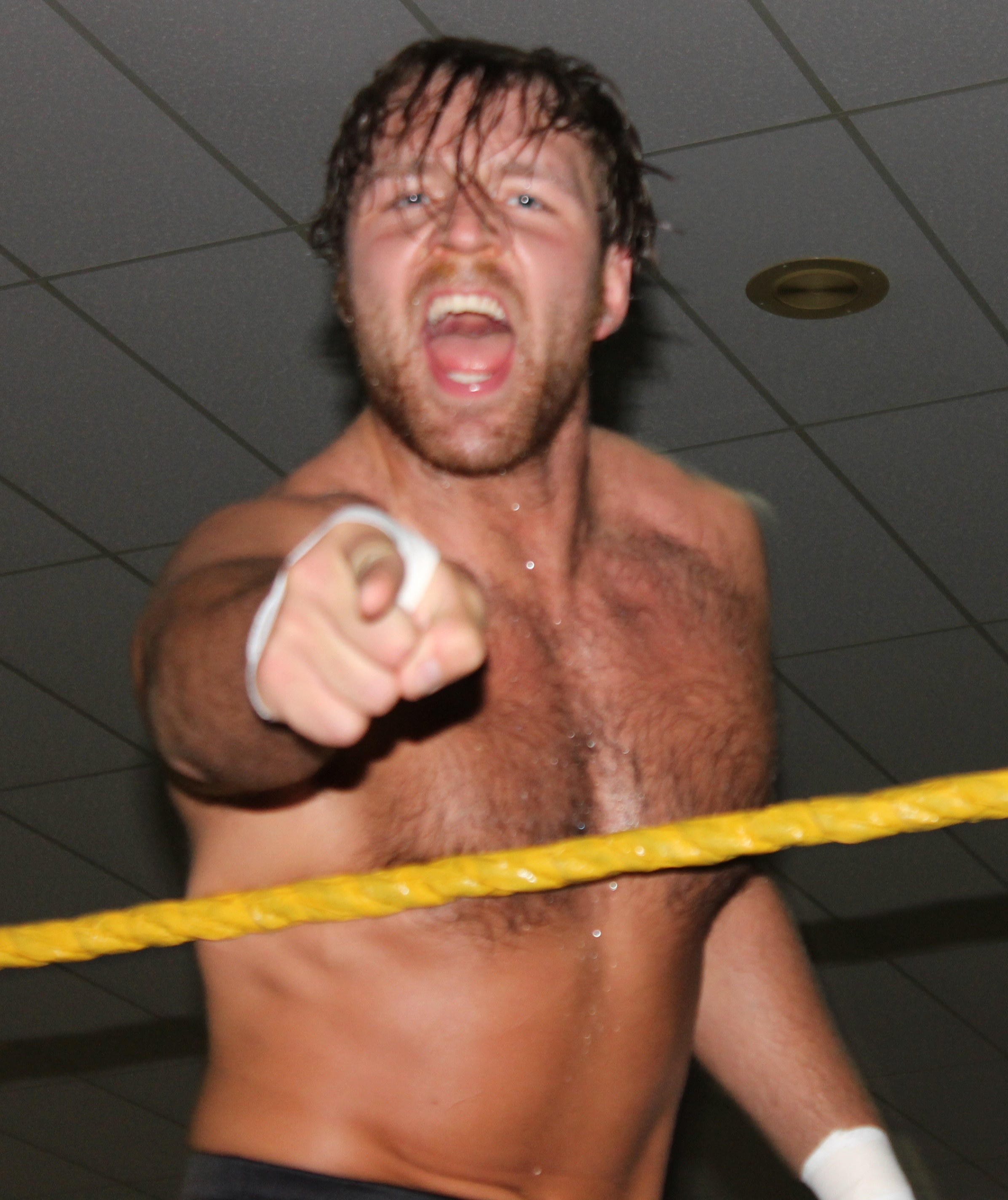
安布羅斯在2012年10月的一場NXT現場賽事上對觀眾咆哮。

安布羅斯在7月3日的一集FCW電視節目中初次登場，並對另一位著名的獨立圈摔角手Seth Rollins下戰帖。兩人在8月14日的FCW電視節目上進行了一場為時15分鐘的鐵人賽，爭奪FCW15冠軍（英語：FCW 15 Championship），此為兩人首次交手，比賽最後，安布羅斯與Rollins因雙壓制而同時得分，比數1-1，導致比賽以平手收場，Rollins得以衛冕他的FCW15冠軍頭銜。緊接著兩個星期後的一場重賽，賽制改為更久的20分鐘鐵人賽，不過結果依舊為平手。第三次的重賽於9月18日開打，為30分鐘鐵人戰，當比賽的時間歸零時，兩人的比數為2-2，三度平手，之後比賽規則隨即改為驟死賽，Rollins率先成功壓制了安布羅斯，取得3-2獲得比賽勝利。值得注意的是，當時FCW一整個系列的節目中最投入資源去宣傳的一場賽事，就是安布羅斯與Rollins之間的第三場比賽，可見兩人發展的恩怨及比賽質量著實精彩。數天後，安布羅斯終於在Super Eight Tournament錦標賽的首輪比賽中，擊敗了Rollins，不過安布羅斯在決賽中落敗，由Leo Kruger拿下錦標賽勝利，成為新任FCW佛羅里達重量級冠軍（英語：FCW Florida Heavyweight Championship）。而安布羅斯此段時期中，較為著名的一場比賽為他對陣Roman Reigns以及Seth Rollins的三方威脅戰，此場比賽的贏家將成為FCW佛羅里達重量級冠軍的頭號挑戰者，最後勝者是當時名為Leakee的Roman Reigns，由於三人後來組隊成為神盾軍，因此讓這場比賽在往後成為熱門話題。
在10月21日的FCW非錄影現場賽事上，安布羅斯對當日為特邀嘉賓身分的WWE主秀選手CM Punk示出挑戰，Punk接受挑戰後，隨即打了一場30分鐘的比賽，由Punk拿下勝利，賽後，Punk向安布羅斯表示敬意，向觀眾證明安布羅斯是一位很優秀的摔角手。11月6日，在先前遭安布羅斯偷襲的摔角手兼FCW播報員William Regal，決定復出擂台與安布羅斯進行一場單打賽，最後Regal擊敗了安布羅斯。由於輸給了Regal，不服輸的安布羅斯持續表達想獲得重賽，並經常模仿Regal的擂台動作來擊敗其他對手，藉此嘲諷Regal。從12月開始，安布羅斯開始於WWE的非錄影現場賽事下進行比賽。
2012年在摔角狂熱28屆的見面會中，安布羅斯與極限傳奇老將Mick Foley產生了一段口角，然而抗爭甚至延燒到推特上，對於安布羅斯的網路攻擊，WWE隨後表示已把安布羅斯開除(此為Kayfabe劇情，非實際事件)。6月24日，安布羅斯回到FCW發展聯盟挑戰當時的FCW佛羅里達重量級冠軍Seth Rollins，兩個以往的敵人再度於擂台爭鬥冠軍，只不過安布羅斯不幸敗北，一個月後，安布羅斯等待半年多終於獲得與William Regal的重賽，賽中安布羅斯將擂台繩角的軟墊拆掉，並使用膝擊讓Regal的頭部重重砸在沒有安全保護的繩角，比賽判決為無勝負，賽後安布羅斯持續攻擊頭部已流血的Regal，直到後台休息室的選手全部衝到擂台阻止才結束。

#### 神盾軍時期 (2012-2014)

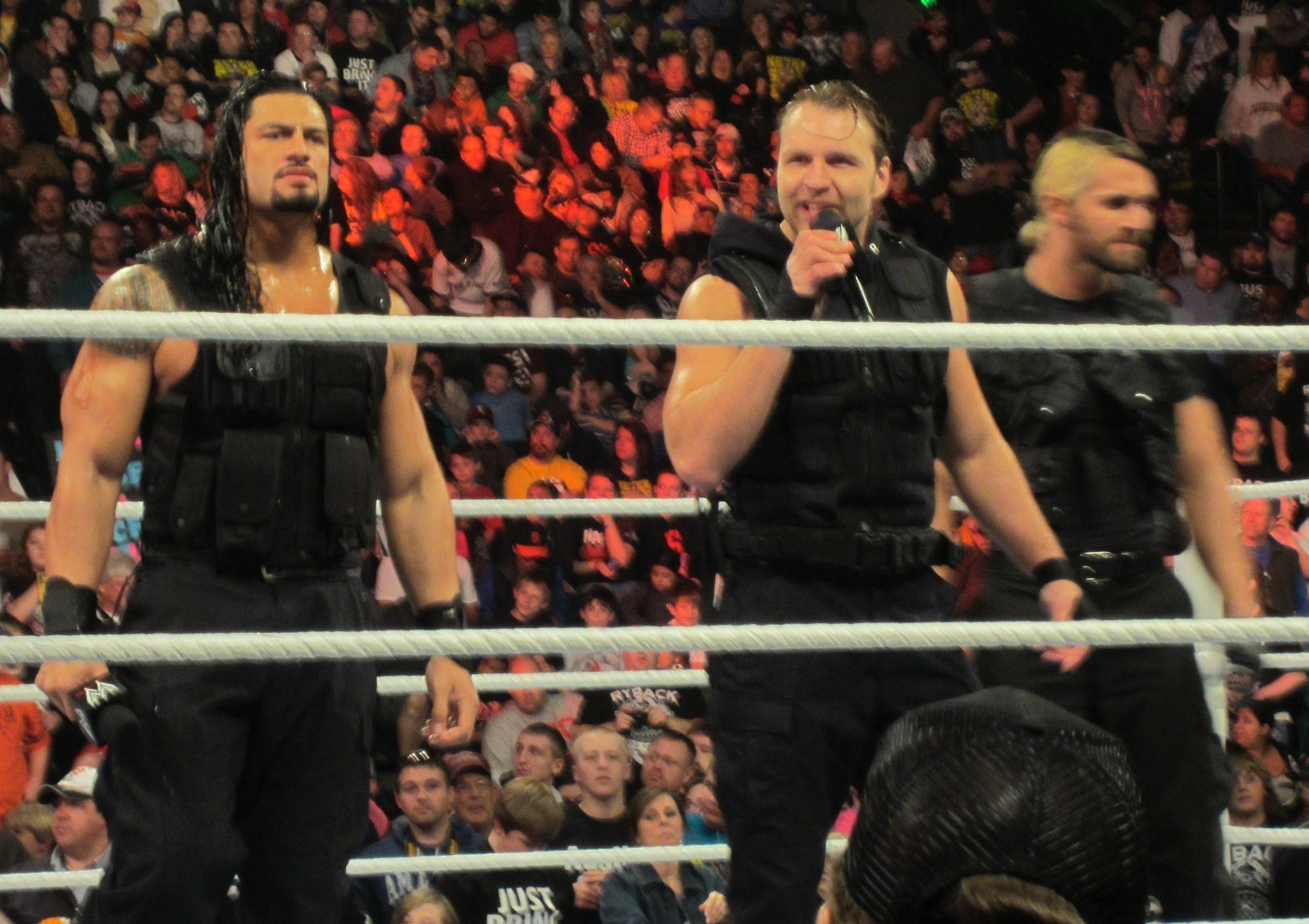
安布羅斯(中間者)為神盾軍團的成員之一。(2013年2月)

安布羅斯在2012年的Survivor Series大賽上以WWE主秀選手的身分正式登場，與安布羅斯一起出現的還有Seth Rollins以及Roman Reigns。三人在一場爭奪WWE冠軍的三方威脅戰中無故襲擊了Ryback，並以三人合體炸彈摔的方式將Ryback摔爆場外播報台，讓擂台上的CM Punk趁機壓制John Cena，衛冕WWE冠軍頭銜。而三人自稱「神盾軍」，並誓言會對抗任何非正義的事物，他們雖然否認為CM Punk工作，但卻經常從觀眾席中突然衝出攻擊Punk的對手。包括Ryback以及當時的WWE雙打冠軍-Team Hell No(Daniel Bryan與Kane)，遭到無故襲擊的Ryback、Bryan，和Kane，決定於隔月的TLC大賽上，以六人的TLC雙打賽對決神盾軍三人。然而這也是神盾軍的在WWE的首場比賽，最後也由神盾軍三人拿下勝利。日後神盾軍持續在Raw節目以及2013年1月的Royal Rumble大賽上協助CM Punk，Royal Rumble大賽隔晚，一個監視器畫面曝光了Punk和他的經紀人Paul Heyman正在與神盾軍協商的畫面，真相大白後，三人悄悄的結束了與Punk的合作關係。接下來的三個月，神盾軍進行了許多場3對3的賽事，並且持續保持連勝—在2月17日的Elimination Chamber大賽上，擊敗John Cena、Sheamus，與Ryback。2月18日的一期Raw節目，擊敗Chris Jericho、Sheamus，與Kane(神盾軍在Raw的第一場比賽)。4月7日WrestleMania29屆，擊敗Randy Orton、Sheamus，與Big Show(神盾軍在Wrestlemania的第一場比賽)。Wrestlemania 29屆大賽隔天的Raw節目，神盾軍三人試圖襲擊The Undertaker，但卻被Daniel Bryan與Kane阻止，產生抗爭的六人在隔周的Raw進行一場3對3賽事，由神盾軍拿下勝利。四天後的SmackDown節目，安布羅斯在一場單打賽上輸給了The Undertaker，賽後神盾軍三人聯手圍毆Undertaker，接著使用三人合體炸彈摔將其砸爆播報台，此舉也使Undertaker休養一年後才回歸擂台。9月29日的Raw三人再度贏得一場3對3賽事，對手為當時身為WWE冠軍的John Cena，Daniel Bryan，與Kane。當周安布羅斯在SmackDown擊敗了Kane，拿下他在SmackDown的首場單打勝利。

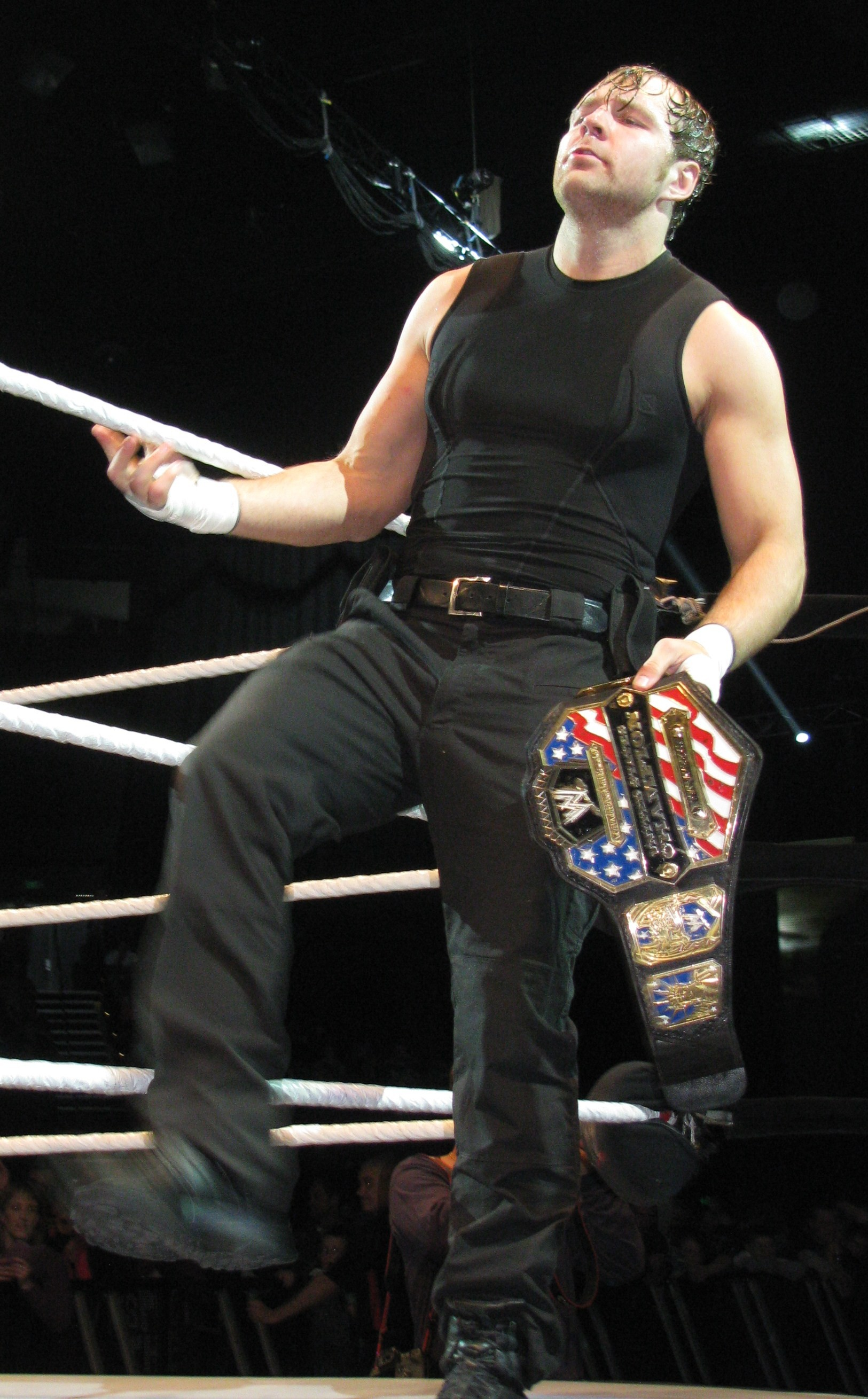
安布羅斯與WWE美國冠軍腰帶。(2013年7月)

當神盾軍和Team Hell No(Bryan與Kane)的恩怨進行時，安布羅斯同時與WWE美國冠軍Kofi Kingston發展了另一場抗爭，起源是因安布羅斯在一次的3對3賽事中成功壓制了Kingston，獲得勝利，不滿的Kingston便在幾天後襲擊了安布羅斯。兩人決定於5月19日的Extreme Rules大賽上對打，爭奪WWE美國冠軍。5月13日的Raw，神盾軍的3對3比賽連勝紀錄正式被終結，對手為John Cena，Daniel Bryan，與Kane，原因為賽中神盾軍三人犯規，導致輸掉了比賽。
5月19日，安布羅斯於Extreme Rules大賽上擊敗Kofi Kingston，贏得他在WWE的第一條冠軍腰帶，同日Rollins與Reigns則是擊敗Team Hell No，成為新任WWE雙打冠軍。安布羅斯在後幾周的Raw、SmackDown以及Payback 2013大賽上，都成功衛冕。7月24日的Money in the Bank，安布羅斯參加世界重量級冠軍公事包合約的鐵梯戰，但卻因隊友Reigns及Rollins的干擾而輸掉比賽。8月18日的SummerSlam大賽未播出環節中，安布羅斯因犯規輸給了Rob Van Dam，由於不是以壓制或投降輸給Rob，因此安布羅斯得以繼續衛冕他的WWE美國冠軍。八月底，神盾軍開始為WWE COO執行長Triple H效力，安布羅斯同時也捍衛著他的美國冠軍頭銜，並在9月的Night of Champions、10月的Hell in a Cell，以及這段期間的Raw、SmackDown節目中連連衛冕冠軍。
神盾軍之間的內部爭執開始於10月，Reigns因安布羅斯是三人中唯一還持有冠軍頭銜的成員，而感到不滿，兩人之後頻繁地出現小衝突。11月的Survivor Series大賽上，神盾軍參加了6對6的隊伍淘汰賽，安布羅斯為首位被遭到淘汰的選手，而Reigns則是最後生存的勝者。12月的TLC大賽，CM Punk單槍匹馬獨自對上神盾軍三人，賽中當Reigns對Punk使出Spear終結技時，Punk閃躲到一旁導致Reigns攻擊在安布羅斯身上，Punk而後成功獲勝。隔年1月，三人皆參加了30人的皇家大戰，前一陣子與Reigns有心結的安布羅斯在賽中嘗試淘汰掉Reigns，結果卻跟隊友Rollins一起遭到Reigns淘汰。2014年2月，Mark Henry在一期SmackDown節目中挑戰安布羅斯的美國冠軍，最後為安布羅斯犯規結束比賽，Henry勝利，但安布羅斯衛冕冠軍，後幾日進行的重賽，由安布羅斯壓制成功，再度衛冕。神盾軍在2月23日的Elimination Chamber大賽上輸給了The Wyatt Family，然而此場軍團的對抗賽過程十分精彩，為神盾軍後期極為著名的一場比賽。儘管神盾軍前陣子關係緊張，三人還是在3月決定和解。

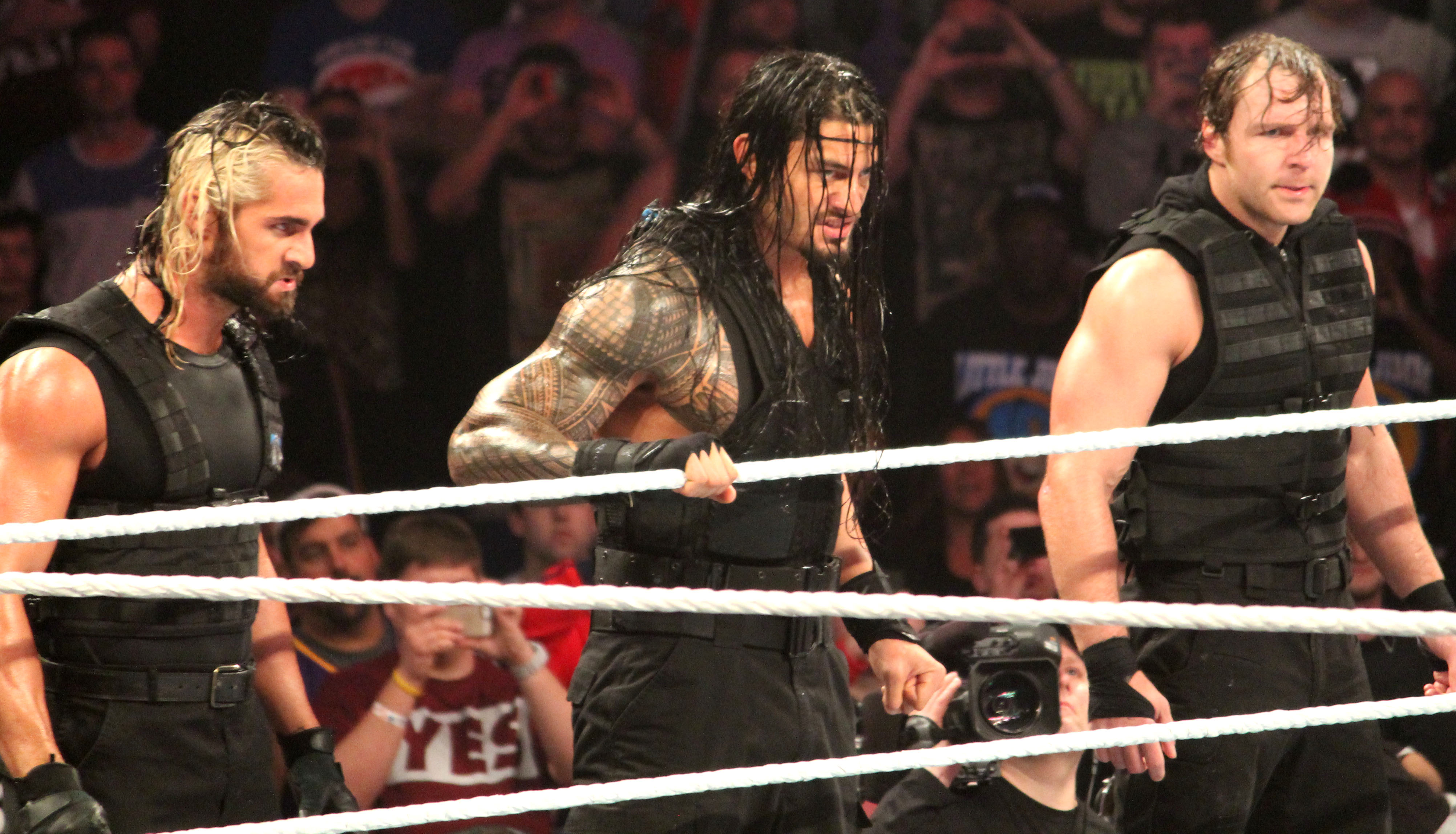
安布羅斯於WWE現場巡迴賽事。(2014年1月)

3月底，神盾軍三人與反派公司幫的營運總監Kane展開了恩怨，此時神盾軍轉型正派，受到觀眾熱烈支持，並在WrestleMania30屆上以2分鐘的時間輕鬆擊敗了Kane以及The New Age Outlaws (Billy Gunn與Road Dogg)。Wrestlemania結束後，Triple H、Randy Orton與Batista三人重組進化論軍團，槓上神盾軍團，兩大勢力開始了一段新恩怨。4月28日，安布羅斯打破了Montel Vontavious Porter的紀錄，成為WWE美國冠軍史上衛冕天數第三長的持有者。5月2日的SmackDown，舉行了一場四方威脅戰，爭奪WWE美國冠軍，最後安布羅斯擊敗了其他三位對手:Alberto Del Rio、Curtis Axel，及Ryabck，成功衛冕。接著的Extreme Rules大賽，在之前發展了抗爭劇情的神盾軍團，擊敗了進化軍團，拿下歷史性的一次勝利。然而大賽隔天的Raw，同樣擁有WWE執行長身分的進化軍團長Triple H，安排了一場爭奪美國冠軍的20人大混戰，安布羅斯撐到最後還是遭到Sheamus淘汰，結束了351天的衛冕。6月1日的Payback大賽，神盾軍團二度擊敗進化軍團，成為勢不可擋的最大勢力。不料神盾軍其中之一的團員Seth Rollins，竟然在隔天6月2日的Raw節目，背叛了神盾軍，以鐵椅攻擊安布羅斯與Reigns，並轉身加入Triple H的反派陣容。

#### 單飛發展時期 (2014-2015)
在Seth Rollins背叛了神盾軍後，安布羅斯便與Rollins展開了一段長期恩怨。此時安布羅斯也更換了他的擂台服裝，由原先的黑色防彈背心、黑長褲，改為素色背心以及牛仔長褲，並以全新的個人出場音樂登場，表示安布羅斯已與剩下的神盾軍隊友Reigns拆夥，正式單飛。6月29日，安布羅斯與Rollins皆參加了當日的公事包大戰，然而公司幫的成員之一Kane卻在賽中偷襲了安布羅斯，幫助Rollins奪下公事包合約，受到陷害的安布羅斯決定與Rollins單挑一場，日期訂為下個月的Battleground大賽。不料，在當晚比賽開打前，安布羅斯竟在後台與Rollins展開打鬥，一旁的執行長Triple H見狀，立即呼喚體育館保全將安布羅斯趕出場外，Rollins當晚便自行宣布因安布羅斯棄權，所以比賽由他獲得勝利。然而被驅逐的安布羅斯大膽的跑回現場，攻擊了Rollins，甚至一路打到觀眾席區，直到當晚所有的裁判及工作人員出面制止後，才將安布羅斯送回後台。一個月後，兩人在SummerSlam大賽正式交手，並且為伐木工賽制(擂台邊圍繞一群摔角手，防止選手逃離或棄權)，最後安布羅斯再次因Kane的干擾而輸掉比賽。隔日的Raw節目，雙方進行了一場隨地壓制戰，賽中可以使用武器攻擊對手，無規則限制。比賽末節，Rollins將安布羅斯架在一堆大型磚塊上，而後使出Curb Stomp招式使安布羅斯的頭部用力砸下，安布羅斯當場被擔架抬離現場，比賽由Rollins獲得勝利。然而這其實是為了讓安布羅斯能夠進行「Lockdown」的電影拍攝，而刻意營造的傷勢劇情。電影拍攝工作結束後，他在9月21日的Night of Champions大賽上驚喜回歸，並攻擊了束手無策的Rollins，接著在後幾周的Raw或SmackDown，只要抓到機會，安布羅斯就會對Rollins展開毆打或偷襲。10月的Hell in a Cell賽事，安布羅斯與Rollins進行了一場鐵籠戰，此為兩人短期內的第三場比賽。比賽最後，全場的燈光突然熄滅，隱身了兩個月的Bray Wyatt突然出現於擂台上，而他的攻擊對象為安布羅斯，抓到機會的Rollins在Wyatt攻擊完後，趁機對安布羅斯進行壓制獲勝，Rollins因外界的協助三度拿下勝利。安布羅斯的目標也就此轉向Wyatt，而Rollins與安布羅斯兩人的劇情也暫時告一段落。

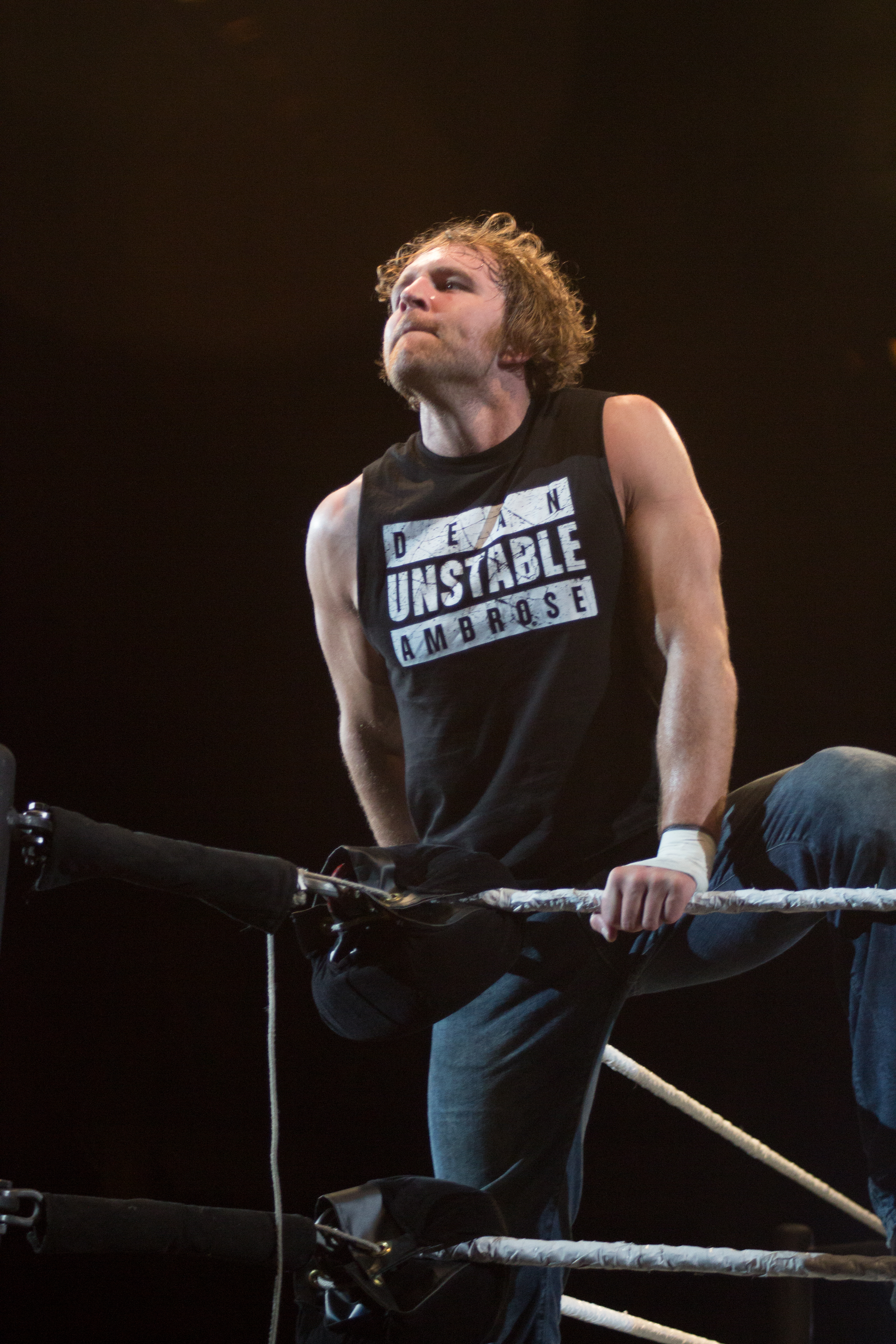
安布羅斯於WWE現場巡迴賽事。(2014年4月)

緊接而來的11月及12月，擁有恩怨劇情的安布羅斯與Wyatt兩人，總共進行了三場比賽，分別為Survivor Series2014的單打賽、TLC 2014的TLC賽，以及Raw節目的救護車戰，而安布羅斯卻連輸三場(第一場因使用鐵椅攻擊而犯規)。安布羅斯這段時間的比賽結果安排，引來了許多專業摔角評論家的批評，包括James Caldwell以及Pro Wrestling Torch，他們認為安布羅斯是一位非常優秀，並適合接任WWE未來巨星的選手，況且也讓安布羅斯進行了許多次的壓軸主賽事，但安排的結果卻都是輸給其他人，只有極少次的勝利紀錄，讓安布羅斯可能無法在未來順利成為一位WWE的門面台柱。
2015年1月19日的Raw，安布羅斯在一場非頭銜單打賽中，擊敗了WWE洲際冠軍Bad News Barrett。接著安布羅斯參加了當周日的Royal Rumble30人皇家大戰，以25號順位入場，但最終遭到Big Show與Kane的淘汰。大賽隔周，安布羅斯要求與Barrett進行一場洲際冠軍賽，但遭到冠軍Barrett果斷拒絕，為了達到目的而不擇手段的安布羅斯，於Raw節目上攻擊Barrett，並將他的手臂綑綁在擂台繩角中，逼迫他簽署比賽合約。安布羅斯最終計畫成功，兩人於2月的Fastlane大賽上爭奪洲際冠軍，安布羅斯最後卻因犯規而輸掉比賽，失去了一次良機，賽後安布羅斯大膽的偷走了Barrett的洲際冠軍腰帶。3月29日，WrestleMania31屆盛大舉行，安布羅斯參戰了一場7人鐵梯戰，爭奪洲際冠軍，賽中安布羅斯遭到Luke Harper的一發炸彈摔砸斷鐵梯後，便臥地不起，最後冠軍是由Daniel Bryan成功奪下。4月2日的一期SmackDown，安布羅斯與Luke Harper進行單打賽，Harper將安布羅斯摔爆桌子後，比賽宣判無勝負。4月13日一期Raw，Harper於一場單打賽中輸給Ryback，賽後安布羅斯出場攻擊了Harper，兩人於隔周的Raw再次對決，但依舊以無勝負收場。安布羅斯最終在Extreme Rules大賽上，成功擊敗了Harper，這也是他在神盾軍解散以來的第一次大賽勝利。
5月4日的Raw，安布羅斯擊敗了WWE世界重量級冠軍Seth Rollins(去年的敵人以及昔日神盾軍隊友)，因而獲得資格前往Payback大賽挑戰Rollins的WWE世界重量級冠軍頭銜，跟他一起爭奪的還有Roman Reigns及Randy Orton，為一場四方威脅戰。最後結果由Rollins獲勝，衛冕冠軍。Rollins與安布羅斯在兩星期後的Elimination Chamber大賽上，再度進行了一場WWE世界重量級冠軍賽，最後安布羅斯雖獲得勝利，但並不是以壓制或投降取勝，而是Rollins犯規，因此Rollins又成功衛冕了一次，不服的安布羅斯直接奪走冠軍腰帶，並於隔日的Raw節目威脅Rollins，要求於隔月的Money in the Bank大賽上再進行一場重賽，且賽制為鐵梯戰，一心想奪回腰帶的Rollins只好答應。比賽當日，Rollins贏得比賽，奪回屬於自己的WWE世界重量級冠軍。
Money in the Bank大賽結束後，安布羅斯與先前的神盾軍隊友Reigns再次搭檔，並槓上重組的Wyatt Family(Bray Wyatt與Luke Harper)，雙方在8月6日的SmackDown中決定於兩個星期後的SummerSlam大賽上進行雙打對決，最後由安布羅斯及Reigns拿下勝利。隔天，兩隊伍在Raw節目進行重賽，比賽過程中，一位體型巨大的新選手Braun Strowman突然現身，打倒了安布羅斯及Reigns，比賽最終未打出勝負。Bray Wyatt之後宣布，Braun Strowman是Wyatt Family的新成員，面對3對2的實力不平均，安布羅斯與Reigns為了對抗Wyatt Family，找來了Chris Jericho作為他們的臨時夥伴，6人在9月的Night of Champions大賽中對決，由安布羅斯一方成功擊敗Wyatt三人。
2015年11月，Seth Rollins因在巡迴賽事上不慎受傷，因此逼不得以交出了他的WWE世界重量級冠軍腰帶，並暫時退出WWE進行手術復原。WWE官方為了決定出新任冠軍，決定於接下來幾周的Raw及SmackDown節目上進行「WWE世界重量級冠軍錦標賽」，並於Survivor Series大賽進行準決賽及決賽，而安布羅斯名列其中。隨著擊敗Kevin Owens、Tyler Breeze，和Dolph Ziggler，安布羅斯總算挺進了Survivor Series當晚的單打決賽，對決亦敵亦友的Roman Reigns，但最後並未擊敗Reigns，再次錯失了成為WWE世界重量級冠軍的機會。

#### 洲際冠軍衛冕之路與個別恩怨時期 (2015-2016)
12月，安布羅斯成為WWE洲際冠軍的頭號挑戰者，開啟了與冠軍持有者Kevin Owens的恩怨劇情。12月13日，安布羅斯在TLC大賽上，成功擊敗了Owens，奪下生涯第一次的洲際冠軍。12月22日，安布羅斯在SmackDown的三方威脅戰上擊敗了Owens以及Dolph Ziggler，達成第一次衛冕。2016年1月7日的SmackDown，安布羅斯與Owens再度交手，雙方最後尚未於10秒內回到擂台，因此結果判Double countout無勝負。安布羅斯接著在Royal Rumble2016賽事上，於一場Last Man Standing比賽中擊敗了Owens，衛冕洲際冠軍。而後又以19號順位出戰30人皇家大戰，在擂台上拚搏了將近30分鐘，結果卻遭到Triple H拋出擂台，以最後一位被淘汰的順位飲恨離場。隔晚的Raw，安布羅斯被宣布在一場三方威脅戰的參賽選手當中，他的其他兩位對手為Brock Lesnar及Roman Reigns，此場比賽的贏家即將前往WrestleMania32屆，對決WWE世界重量級冠軍Triple H，比賽訂為一個月後的Fastlane大賽上舉行。在比賽的前幾個星期，安布羅斯不斷的嘲諷及挑釁Brock Lesnar。然而2月15日的一期Raw節目，安布羅斯在一場對決五方威脅戰中輸掉了WWE洲際冠軍，但安布羅斯並非被壓制，為Kevin Owens成功壓制Tyler Breeze才贏得比賽，安布羅斯的洲際冠軍總共衛冕了64日。
Fastlane大賽當天，Reigns擊敗了安布羅斯及Lesnar，得到資格前往摔角狂熱挑戰WWE世界重量級冠軍Triple H。大賽隔日，安布羅斯在前往Raw的錄影場地時，遭到Lesnar的攻擊，甚至被砸在汽車的擋風玻璃上，之後安布羅斯被救護車送往當地醫院。節目開始後，當Lesnar與經紀人Paul Heyman於擂台上說話時，安布羅斯竟駕駛一台救護車回到了現場，並企圖上擂台對抗Lesnar，卻反被Lesnar再次毆打。倒地不起的安布羅斯直接躺在地板上，拿起麥克風向Lesnar提出挑戰，表示他想與Lesnar在Wrestlemania32屆上打一場無規則街頭賽，最後經紀人Paul Heyman代表Lesnar表示同意，兩人的比賽就此敲定。2月19日的一期Raw，安布羅斯打岔了Triple H於擂台上的談話，並對他提出比賽挑戰，爭奪WWE世界重量級冠軍，Triple H接受挑戰，並決定於隔月的Roadblock特別賽事上進行此場對決。到了當日Roadblock的壓軸賽，安布羅斯於一發Dirty Deeds擊倒Triple H後進行了壓制，裁判也數了三秒，之後卻因為當安布羅斯壓制時，腳碰到了擂台繩圈，因此判定讀秒無效，安布羅斯最後吃了一發Pedigree後輸了比賽。挑戰冠軍失敗後，安布羅斯再度專注於他與Lesnar的恩怨，並時常在節目上挑釁或嘲笑Lesnar。然而3月14日的Raw，傳奇老將Mick Foley送給了安布羅斯一把鐵絲球棒(此為Foley先前摔角時使用的招牌武器)，接著下周另一名傳奇選手Terry Funk又送了安布羅斯一把電鋸，希望安布羅斯能成功擊敗Lesnar。4月3日WrestleMania當日，安布羅斯在吃了兩發F-5及多次的German suplex(德式背摔)後，輸給了Lesnar，成為Lesnar腳下的另一名敗將。
4月，Raw的節目管理人Shane McMahon取消掉了Chris Jericho的「The Highlight Reel」訪問秀，並改成讓安布羅斯主持全新的訪問環節「The Ambrose Asylum」。Jericho因此對安布羅斯感到不滿，之後兩人開始發展恩怨劇情，並在Payback大賽上進行首次對決，由安布羅斯拿下勝利。大賽隔日的Raw，Stephanie McMahon取消了安布羅斯的Ambrose Asylum，之後把Jericho的Highlight Reel重新開啟，結果換安布羅斯感到不滿，然後與Jericho在節目上展開亂鬥，最後Jericho用安布羅斯的訪問秀裝飾植物「Mitch」砸碎在安布羅斯頭頂，結束這場爭鬥。不過他們的恩怨依舊持續進行，隔週安布羅斯撕毀了Jericho昂貴的LED燈外套，暴跳如雷的Jericho四天後換以拘束衣困住安布羅斯，並毒打了安布羅斯一頓。越來越怨恨彼此的兩人決定在Extreme Rules大賽上，進行頭一遭的「Asylum match瘋人院賽制」，屆時兩人將會在一個上方掛滿武器的鐵籠裡對決。當日比賽中，安布羅斯從武器中拿出了一袋圖釘，接著撒在擂台上，並對Jericho在圖釘堆裡使出Dirty Deeds，全身刺滿圖釘的Jericho最後輸給了安布羅斯，賽後Mick Foley也在網路上發文表示對兩位選手的敬業態度感到尊敬。

#### WWE冠軍時期 (2016後半年)

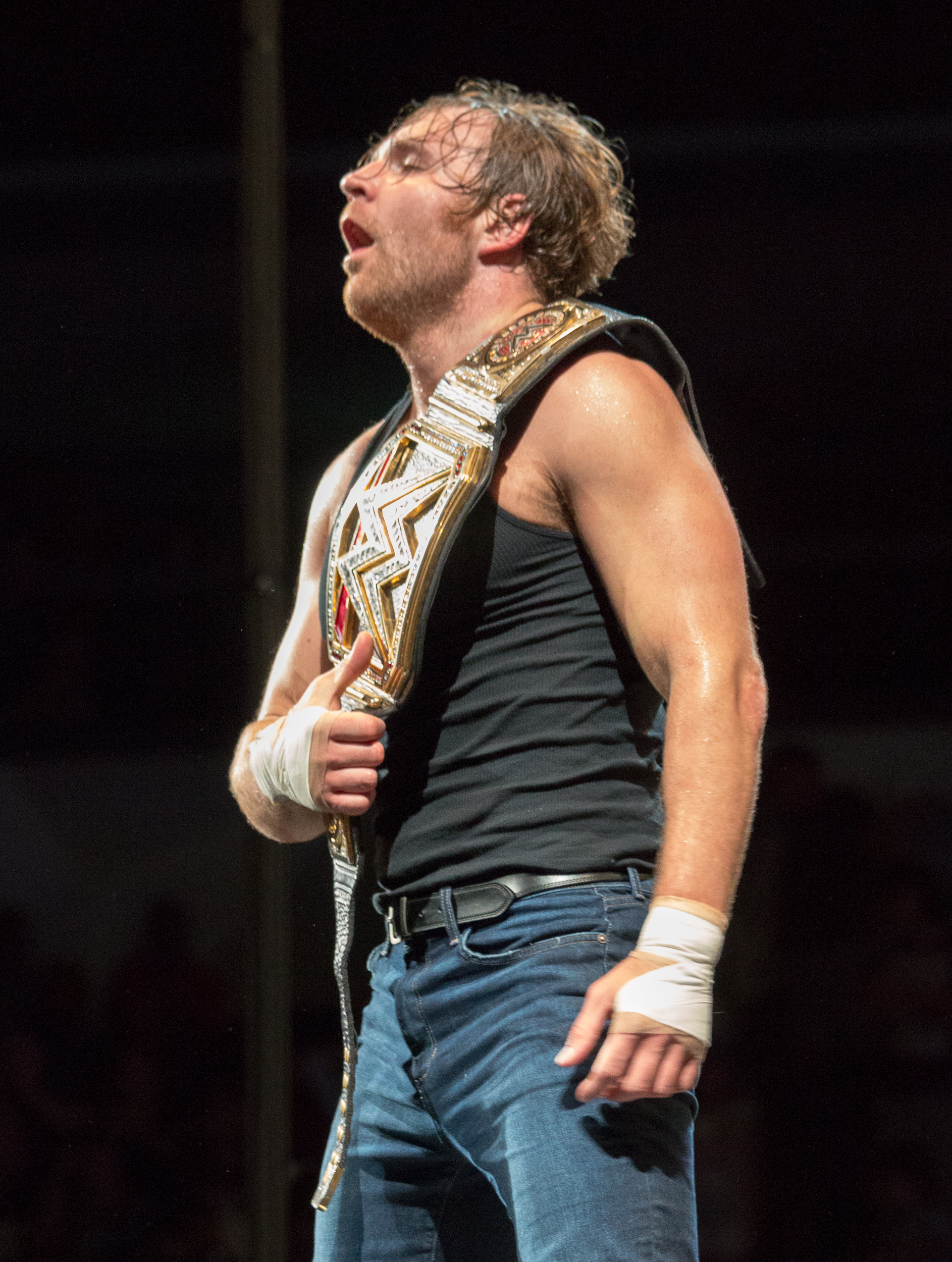
安布羅斯與WWE冠軍腰帶。(2016年7月)

5月23日的一期Raw節目，安布羅斯在一場資格賽中擊敗了Dolph Ziggler，成功取得2016年公事包大戰的參賽資格，這是安布羅斯第三度參戰。而安布羅斯最後成功擊敗了Alberto Del Rio、Cesaro、Chris Jericho、Sami Zayn，以及Kevin Owens，成功奪得了公事包合約。當晚的壓軸賽，由傷癒回歸的Seth Rollins挑戰WWE世界重量級冠軍Roman Reigns，比賽最後由Rollins拿下勝利，成為新任冠軍。賽後不到2分鐘，安布羅斯出場用公事包攻擊了還在擂台上的Rollins，並立即兌現公事包，擊敗了Rollins，終於贏得生涯第一次WWE世界重量級冠軍。隔晚的Raw節目，舉行了一場「WWE世界重量級冠軍」的頭號挑戰者賽，贏家即可於7月的Battleground大賽上對決冠軍安布羅斯。挑戰賽由Rollins再度對上Reigns，而結果為雙方場外讀秒超時，造成Double countout無勝負。賽後節目管理人Shane McMahon依安布羅斯提出的意見，宣布Battleground大賽的壓軸賽為「Ambrose vs Rollins vs Reigns」的三方威脅WWE世界重量級冠軍賽。然而這場比賽為神盾軍的成員內戰，是摔角迷的夢幻賽事之一，因此備受關注。6月底，WWE將WWE世界重量級冠軍更名為WWE冠軍。
在7月18日的Raw節目上，Seth Rollins與安布羅斯進行了一場WWE冠軍爭奪戰，賽中兩個人同時壓制對方成功，裁判結束比賽，但無法判別勝者，造成爭議。隨後一旁的Stephanie McMahon立即奪走冠軍腰帶，自行宣布Rollins勝利，成為新任WWE冠軍，節目錄影也就此結束。錄影結束後，Shane McMahon才作出正式判決，並由司儀Lillian Garcia宣布，此場比賽因雙壓制，所以結果為平手，安布羅斯依舊為WWE冠軍王者。安布羅斯最終也拿回冠軍腰帶。7月19日起，SmackDown節目正式改為星期二直播，當日舉行了選手分發的WWE Draft抽籤大會，分為Raw與SmackDown兩陣營，安布羅斯在首輪抽籤中被分配到了SmackDown。當晚也與Rollins進行了一場重賽，儘管Rollins在比賽正式開始前偷襲了安布羅斯，但安布羅斯還是贏了這場比賽，成功衛冕。隔周的Battleground大賽，安布羅斯擊敗了兩位昔日神盾軍隊友Seth Rollins與Roman Reigns，再度衛冕冠軍，並把WWE冠軍留在SmackDown陣營。Raw也推出了自家的冠軍頭銜「WWE環球冠軍」。7月26日一期的SmackDown節目中，Dolph Ziggler在一場決定WWE冠軍頭號挑戰者的「Six-Pack Challenge」比賽中獲得勝利，奪得挑戰者的資格，並將在8月21日的SummerSlam大賽上對決冠軍持有者安布羅斯。SummerSlam大賽當日，安布羅斯擊敗了Dolph Ziggler，繼續衛冕WWE冠軍頭銜。9月11日，SmackDown舉行了品牌分家後的第一場大賽「Backlash」，而安布羅斯在壓軸賽中，遭到A.J. Styles擊敗，輸掉了WWE冠軍頭銜，結束長達兩個多月的衛冕。接下來幾個月，安布羅斯在「No Mercy」、「TLC」兩場大賽上持續與Styles交戰，但皆無法奪回冠軍，連連敗北。

#### 第二次洲際冠軍衛冕之路 (2017上半年)

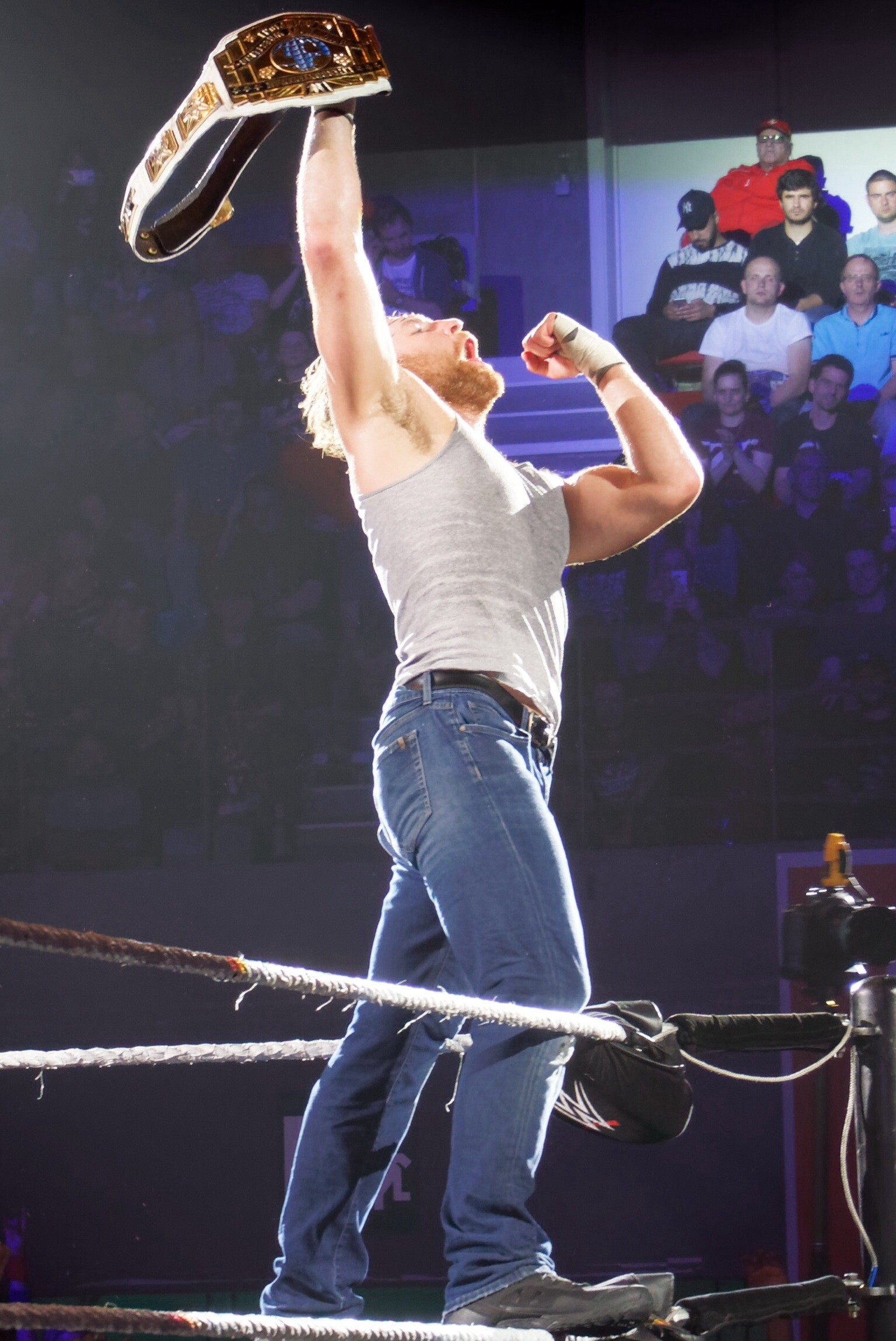
安布羅斯與洲際冠軍腰帶。(2017年5月)

安布羅斯在結束與A.J. Styles的恩怨後，再次將目標轉向洲際冠軍。並於1月3號一期的SmackDown節目中，擊敗The Miz，第二次奪下洲際冠軍頭銜。一週後SmackDown節目宣布安布羅斯將參加2017年的30人皇家大戰，大賽當晚，安布羅斯以12號順位進場，撐了27分鐘之久，最終遭到Brock Lesnar淘汰。2月12日，安布羅斯參戰六人的「行刑式鐵籠戰 (Elimination Chamber)」，爭奪WWE冠軍，比賽中安布羅斯淘汰了Baron Corbin，氣憤的Corbin離場前竟攻擊安布羅斯，讓The Miz趁虛而入，壓制淘汰了安布羅斯。Corbin與安布羅斯而後便展開恩怨劇情，兩人也在摔角狂熱33屆的暖場賽上對決，由安布羅斯贏得比賽，衛冕洲際冠軍。4月10、11日，WWE舉行了「Superstar Shake-Up」選手交易活動，安布羅斯從SmackDown被轉移到RAW節目陣營，並再次跟宿敵The Miz碰頭，兩人也於6月4日的「極限規則」大賽上對決，結果為The Miz拿下勝利，奪走洲際冠軍，結束安布羅斯152天的衛冕。

#### The Shield重組、RAW雙打冠軍時期 (2017下半年)
安布羅斯與The Miz的恩怨持續燃燒，在7月9日的「Great Balls Of Fire」大賽上，兩人再次交手，然而Miz藉由Miztourage (Curtis Axel與Bo Dallas)兩人的協助，利用小手段擊敗了安布羅斯。隔晚的RAW，不服的安布羅斯攻擊Miz、Axel、Dallas三人，卻因寡不敵眾而被圍毆，此時，昔日的死對頭Seth Rollins竟然驚喜出場，幫助安布羅斯共同擊退Miz三人，RAW節目總經理Kurt Angle順勢替雙方安排了一場二對三強弱不等賽，最後由Rollins與安布羅斯擊敗Miz與Miztourage。之後一陣子，Rollins不斷向安布羅斯釋出善意，提議兩人複合，但安布羅斯因為過去Rollins的背叛，依舊對他不信任，同一個時間，兩人也和RAW雙打冠軍Sheamus & Cesaro發展恩怨。8月14日的RAW，Rollins與安布羅斯在擂台上一對一談話，表示對彼此都還保持著懷疑的心態，兩個人接著開始爭吵，也互打了起來，Sheamus和Cesaro見狀便趁機衝進現場，攻擊內鬨的兩人。Rollins和安布羅斯最終選擇聯手，並成功擊退Sheamus & Cesaro。最後，雙方比出神盾軍的招牌手勢，宣布他們正式和好並重組，讓現場期待已久的觀眾歡呼不斷。8月20日的夏日衝擊大賽，兩人更是在一場RAW雙打冠軍賽上擊敗Sheamus & Cesaro，成為新任冠軍，這也讓安布羅斯達成了「世界摔角娛樂冠軍大滿貫 (Grand Slam)」與「世界摔角娛樂三冠王 (Triple Crown)」的成就。11月6日一期RAW節目，Rollins與安布羅斯在一場對上Sheamus & Cesaro的雙打冠軍防衛賽中，遭到The New Day三人的干擾，因此輸掉了比賽，結束78天的衛冕。這也順勢讓剛重組的The Shield軍團在11月20日的強者生存大賽中對決The New Day，當日由The Shield拿下比賽勝利。12月，安布羅斯因肱三頭肌受傷，必須暫時離開擂台，進行9個月的治療及休養，預計於2018年夏季回歸。

#### 傷癒回歸 (2018)
8月13一期Raw節目，安布羅斯正式回歸擂台，並將在夏日衝擊2018大賽上的洲際冠軍戰中，擔任挑戰方Seth Rollins的助手，隨後因劇情關係轉為反派與Seth Rollins發生恩怨，也正式宣布神盾軍第二次解散。於2018 WWE TLC上擊敗Seth Rollins獲得第3次的WWE洲際冠軍。

#### 離開WWE世界摔角娛樂 (2019)
1月14日一期RAW節目，安布羅斯在一場三方威脅賽上輸掉了洲際冠軍頭銜。然而安布羅斯在上年回歸並轉為反派形象後，人氣與迴響已不如往常，據外媒指出，安布羅斯對於他的角色設定感到長期的不滿，他本人非常痛恨這些虛假的事物和形象。在無法容忍後，安布羅斯決定不再與WWE續約，甚至拒絕了高層提出的優渥新合約。安布羅斯與WWE的合約在2019年4月到期，至此之後安布羅斯將正式離開WWE。

### ALL ELITE WRESTLING (2019-)

#### 加入ALL ELITE WRESTLING (2019)
在同年5月25日在AEW(ALL ELITE WRESTLING)的第一場大會上亮相。

## 擂台風格及角色定位
安布羅斯的擂台特色為極限與瘋狂，以及擁有變幻莫測的性格，從他在神盾軍時期開始就有著「極限狂人(Lunatic Fringe)」的稱號(安布羅斯於某次接受辛辛那提的當地電台WEBN訪問時，表示自己之前聽過了一首名為"極限狂人"的歌曲，便從此自稱之)。安布羅斯有著與WWE名人堂選手Roddy Piper以及Stone Cold Steve Austin類似的風格，也被稱作像是現代的布萊恩·菲爾曼以及像是希斯萊傑在黑暗騎士中飾演的小丑角色。儘管當時預期安布羅斯將會成為往後WWE的頂級反派人物，但在神盾軍解散後，轉為正派的安布羅斯意外受到大票觀眾的喜愛，聲望更是遠遠超過了身為頭號正派的Roman Reigns，並從兩方面可以看出。像是安布羅斯與Reigns進行過的三場冠軍戰中(分別為Payback 2015、強者生存2015，及Fastlane 2016)，觀眾總是一面倒支持安布羅斯，以及在現場巡迴賽中，WWE會將選手分為兩組(A組與B組)，然而身在B組的安布羅斯，總是帶來好的觀眾反應，然而身在A組的Reigns卻是噓聲倒戈一片。安布羅斯也曾在2014年及2015年被Pro Wrestling Illustrated雜誌票選為「年度最受歡迎摔角手」。

## 其他媒體

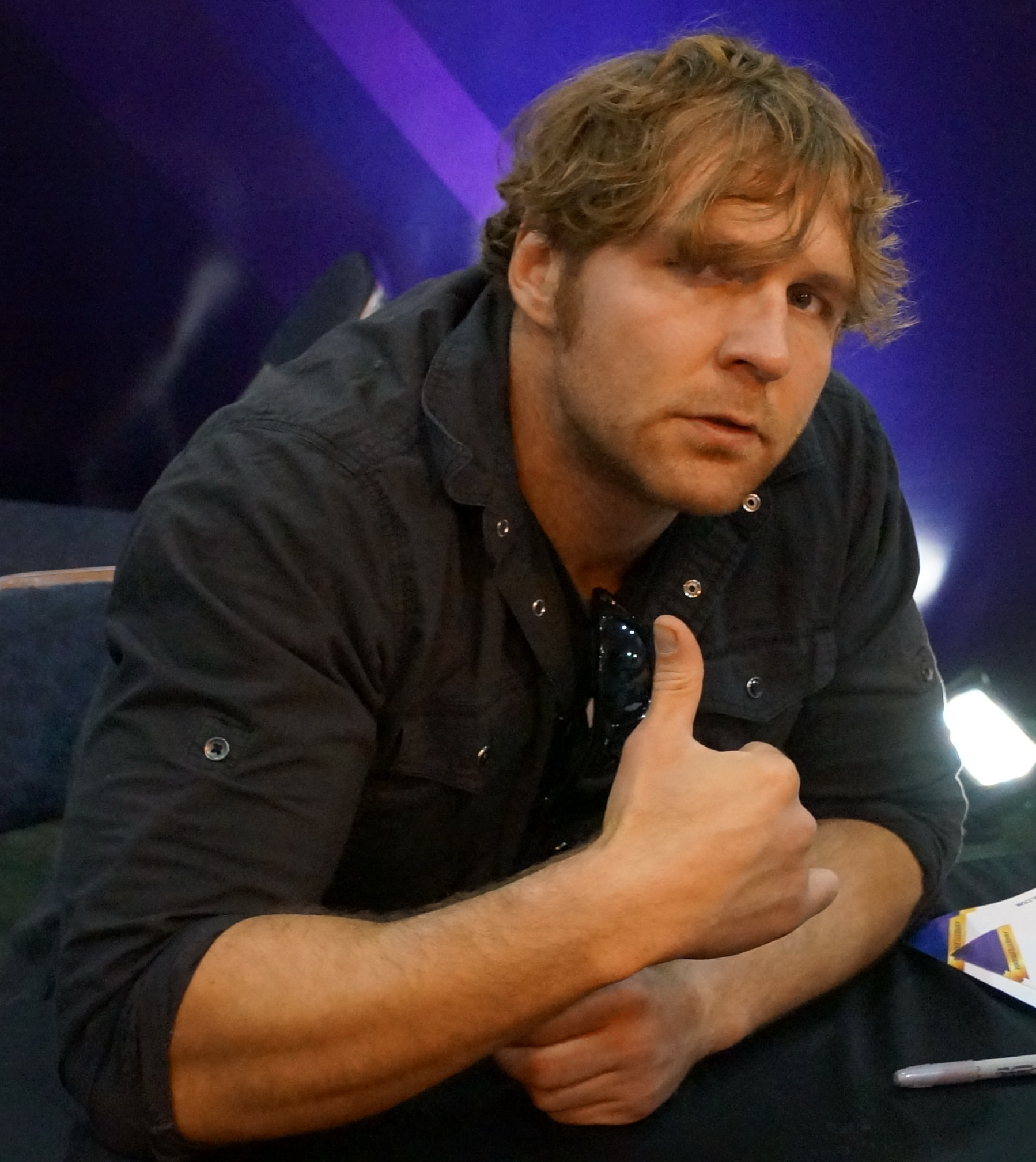
安布羅斯於粉絲見面會。(2014年)

在2014年8月，古德進行了電影拍攝工作，於「12 Rounds 3: Lockdown (十二回合3)」中擔任主演，此部電影為獅門娛樂與世界摔角娛樂電影製片廠的合拍作品。本片於美國時間2015年9月11日上映。

### 作品年表

#### 電影
| 年分 | 電影片名                          | 飾演角色 | 備註     |
| ---- | --------------------------------- | -------- | -------- |
| 2015 | 12 Rounds 3: Lockdown (十二回合3) | 約翰·蕭  | 主演     |
| 2016 | Countdown (倒數追擊)              | 本人     | 客串演出 |

#### 電視劇
| 年分            | 劇名        | 飾演角色 | 備註                           |
| --------------- | ----------- | -------- | ------------------------------ |
| 2014, 2016-2017 | Total Divas | 本人     | 客串(第2季與第5季) 主演(第6季) |

## 個人生活
古德在擂台上的角色性格，大都來自於他在辛辛那提的成長經歷。在辛辛那提，他的童年幾乎都在美國的公營住宅中度過。古德自小就是一位摔角迷，兒時非常崇拜WWE名人堂選手Bret Hart。古德以摔角來逃避充滿暴力的成長環境，並沉迷於觀看摔角影集或閱讀摔角的歷史故事。經過一年的摔角訓練後，成為一位摔角手的古德於高中輟學。他同時也是一名國家美式足球聯盟(NFL)以及國家冰球聯盟(NHL)的球迷，最喜歡的隊伍分別為辛辛那提孟加拉虎與費城飛人。
古德與WWE播報員Renee Young，兩人於2013年開始交往，並於2017年4月9號結婚。

## 擂台資料

### 終結技
「迪恩·安布羅斯」時期

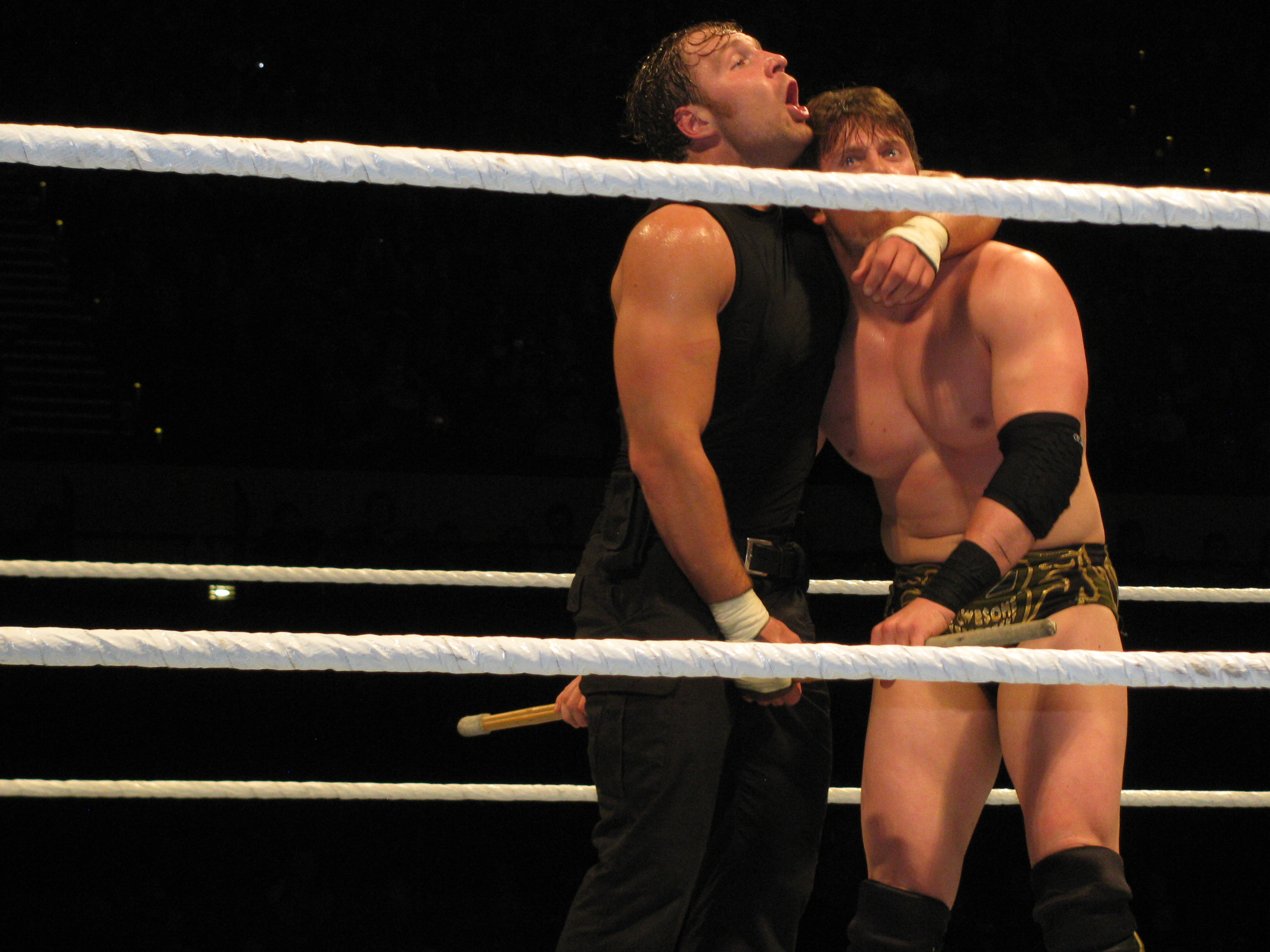
安布羅斯對The Miz使出Dirty Deeds招式(Headlock driver)。

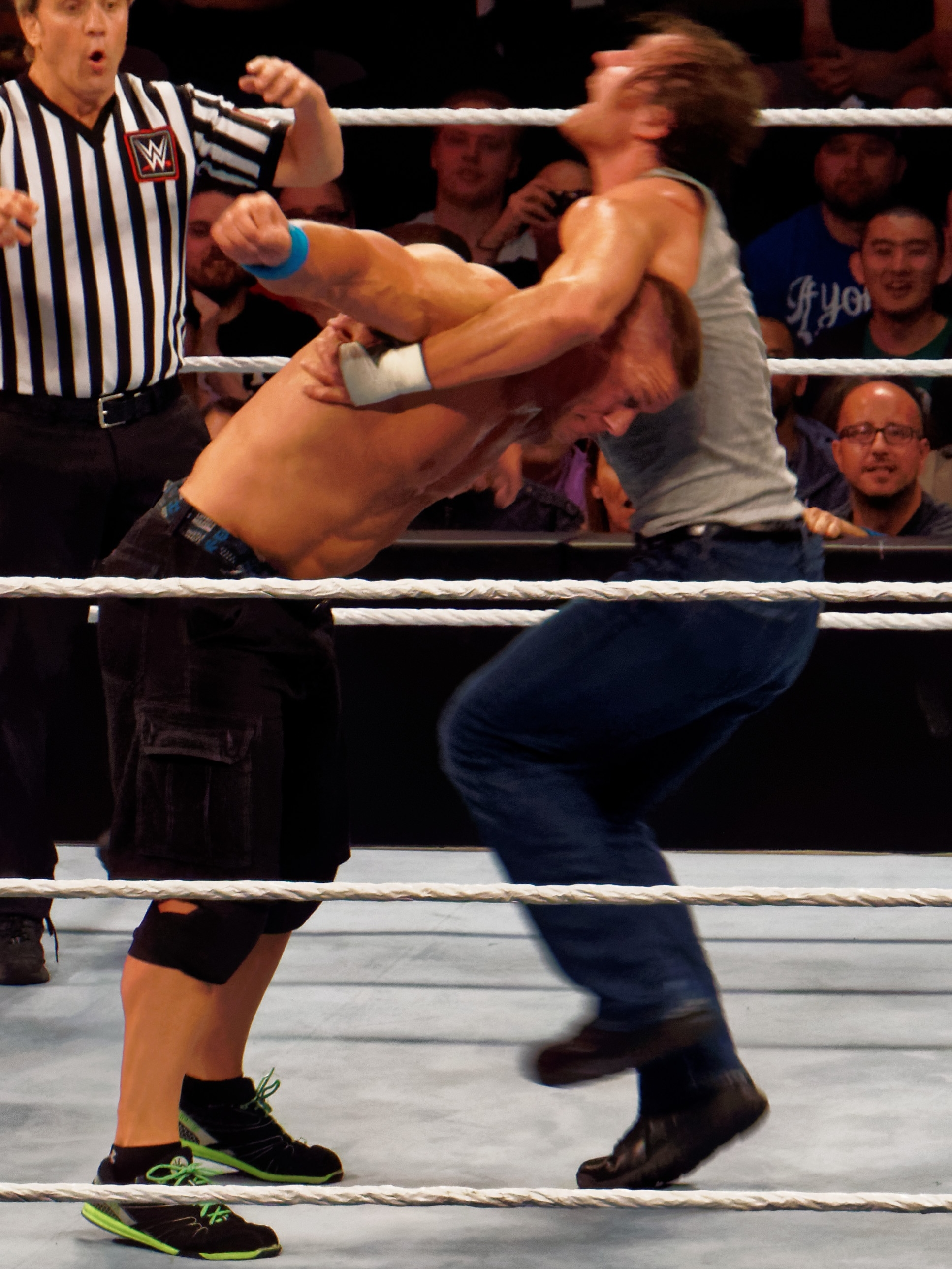
安布羅斯對John Cena使出Dirty Deeds招式(snap double underhook)。

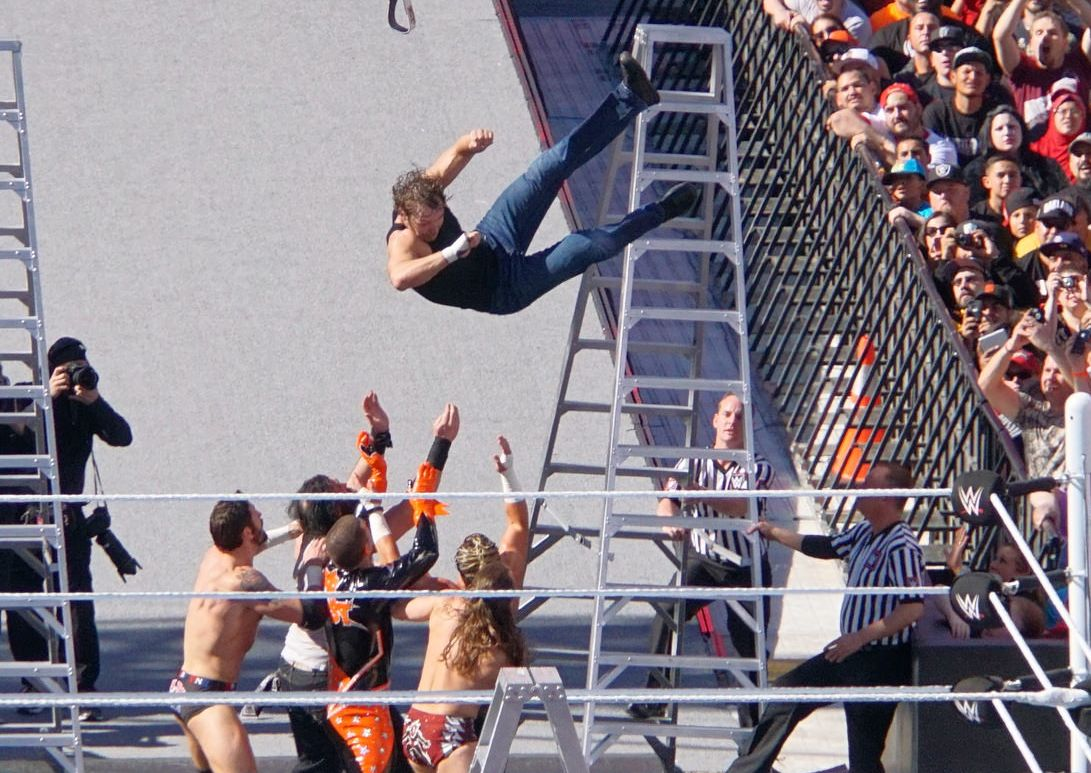
安布羅斯從鐵梯頂端躍下使出Diving elbow drop招式(摔角狂熱31屆)。

- Dirty Deeds (Headlock driver) – 2012年~2014年間使用; (snap double underhook DDT) – 2014年~至今使用
- Midnight Special (Over the shoulder back-to-belly piledriver) – FCW聯盟時期使用
- Knee Trembler (Running knee lift) – FCW聯盟時期使用
- Regal Stretch (Arm trap cross-legged STF) – FCW聯盟時期使用，登上主秀後改為常用招式

「喬恩·莫克斯雷」時期
- Cutter
- Hook and Ladder (Chickenwing facebuster)
- Moxicity (Spinning side slam)
- One Hitter (Vertical suplex DDT)

### 常用招式
「迪恩·安布羅斯」時期
- Air Lunatic (Suicide dive)
- Corner forearm smash + running bulldog
- Double leg takedown + multiple punches
- Double underhook superplex
- Front missile dropkick
- Knee strike
- Lunatic Fringe Elbow Drop (Diving elbow drop)
- Lunatic Lariat/Wacky Line (Pendulum lariat/rebound clothesline)
- Running crossbody + multiple punches
- Running front dropkick
- Snap DDT
- Snap elbow drop
- Tornado DDT

「喬恩·莫克斯雷」時期
Paradigm Shift / Death Rider (Lifting Double Underhook Brainbuster)
- Crossface chickenwing
- Fujiwara armbar
- Piledriver
- Snap DDT
- Superplex
- Vertical suplex powerbomb

### 外號
- "The Lunatic Fringe" 狂人
- "The Ironman (of the WWE)" （WWE的）鐵人
- "Mr. Money in the Bank" 公事包先生
- "Street Dog" 街頭獒犬
- "The Dude"
- "The Kingpin (of the WWE)"（WWE的）王牌

### 出場音樂
「迪恩·安布羅斯」時期
- "Special OP" /製作:Jim Johnston (2012年11月18日-2014年6月9日;神盾軍時期使用)
- "Retaliation" /製作:CFO$ (2014年6月16日-至今)

「喬恩·莫克斯雷」時期
- "Hybrid Moments" /製作:Shyko (Chikara聯盟出場使用)

## 冠軍經歷與成就

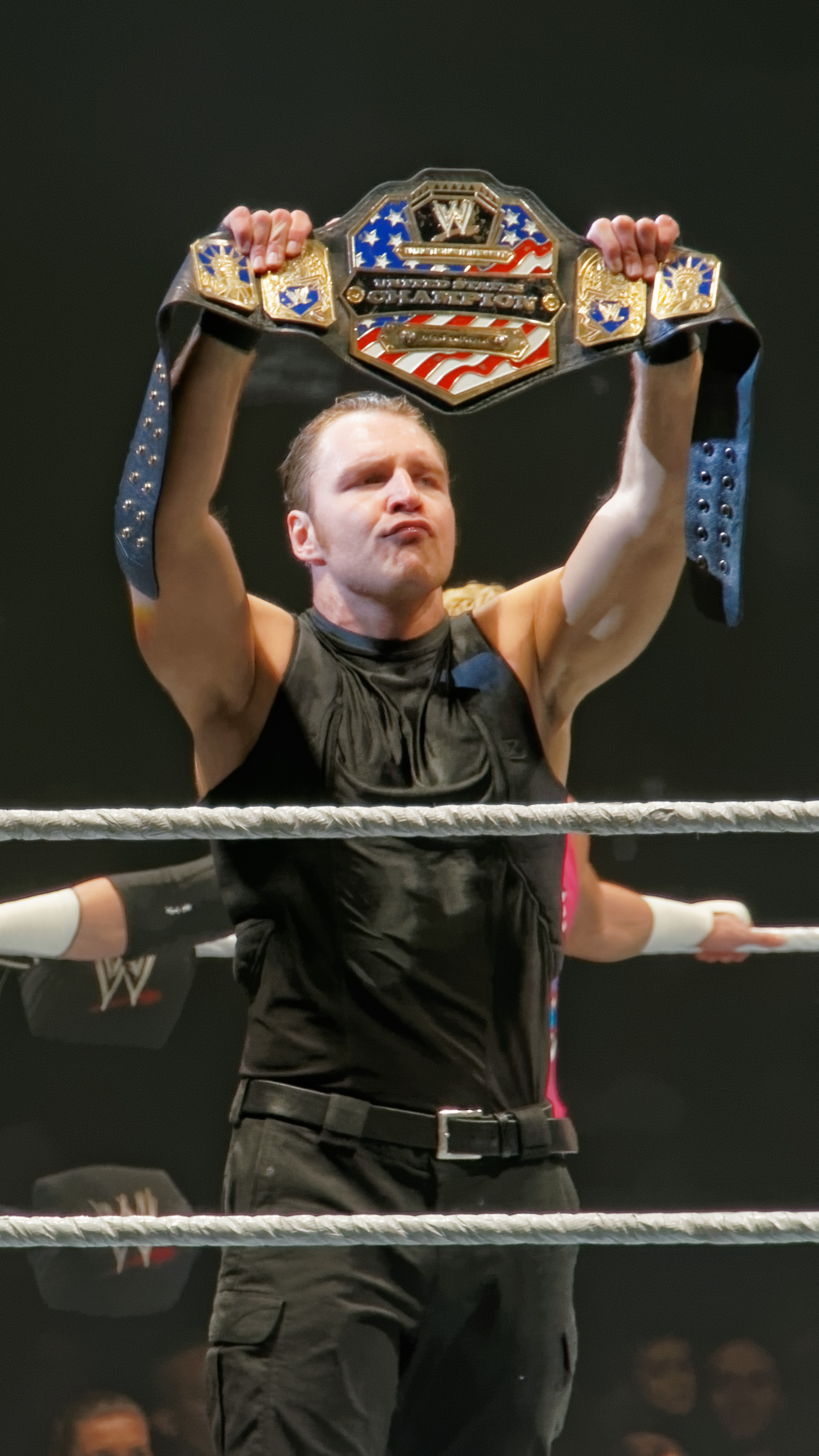
安布羅斯為歷史上WWE美國冠軍衛冕天數第3長的紀錄保持者。

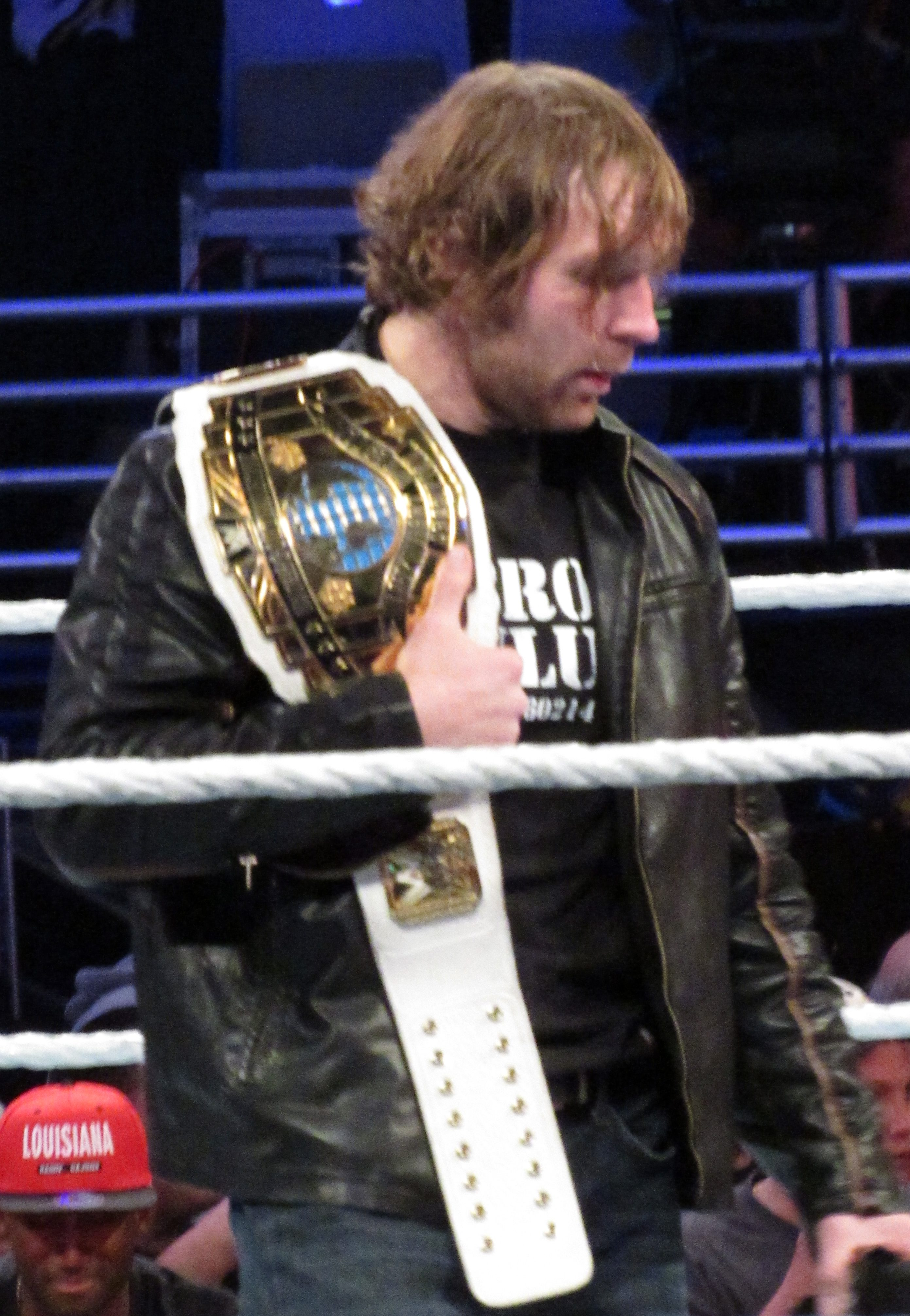
安布羅斯曾是三次的WWE洲際冠軍。

WWE世界摔角娛樂 （World Wrestling Entertainment）
- WWE冠軍（1次）
- WWE洲際冠軍（3次)
- WWE美國冠軍（1次）
- WWE RAW雙打冠軍（2次) — 與賽特·羅林斯
- 公事包大戰優勝（1次；2016年）
- WWE衝擊大賞摔角獎項（5次）
- 第16位達成世界摔角娛樂冠軍大滿貫
- 第27位達成世界摔角娛樂三冠王

AEW全精英摔角聯盟（ALL ELITE WRESTLING)
- AEW世界冠軍（AEW WORLD CHAMPIONSHIP) （页面存档备份，存于） (3次）
- AEW國際冠軍（1次）

NJPW新日本職業摔角（NEW JAPAN PRO WRESTLING) 
- IWGP世界重量級冠軍（1次）
- IWGP美國重量級冠軍（ IWGP United States Heavyweight Championship) （页面存档备份，存于）（2次）

CZW摔角聯盟 （Combat Zone Wrestling）
- CZW世界重量級冠軍 （CZW World Heavyweight Championship）（2次）

FIP摔角聯盟 （Full Impact Pro）
- FIP世界重量級冠軍 （FIP World Heavyweight Championship）（1次）

HWA摔角聯盟 （Heartland Wrestling Association）
- HWA重量級冠軍 （HWA Heavyweight Championship）（3次）
- HWA雙打冠軍 （HWA Tag Team Championship）（5次）

IPW摔角聯盟 （Insanity Pro Wrestling）
- IPW世界重量級冠軍 （IPW World Heavyweight Championship）（2次）
- IPW中美冠軍 （IPW Mid-American Championship）（1次）

IWA摔角聯盟 （International Wrestling Association）
- IWA世界雙打冠軍 （IWA World Tag Team Championship）（1次）

wXw摔角聯盟 （Westside Xtreme Wrestling）
- wXw世界雙打冠軍 （wXw World Tag Team Championship）（1次）

Pro Wrestling Illustrated雜誌
- 年度恩怨劇情（2014年） /與賽特·羅林斯
- 年度最受歡迎選手（2014年，2015年）
- 2016年度500大選手-排行第9

## 外部連結
- 喬納森·古德在互联网电影资料库（IMDb）上的資料（英文）